# Amegilla tubifera
Amegilla tubifera es una especie de abeja excavadora perteneciente al género Amegilla, categorizada en la tribu Anthophorini, de la subfamilia Apinae.
Fue descrita científicamente por el naturalista inglés Theodore Dru Alison Cockerell en 1933. Aparece registrada y publicada en una sección de Bees from the Belgian Congo: The acraënsis gropu of Anthophora. Revue De Zoologie Et De Botanique Africaines, Vol. 22, No. 4. de 1933.

## Distribución
La especie se distribuye por África Central, en la República Democrática del Congo.